# Syðri-Háganga
Syðri-Háganga är ett berg i republiken Island. Det ligger i regionen Suðurland, 180 km öster om huvudstaden Reykjavík. Toppen på Syðri-Háganga är 1 281 meter över havet, eller 462 meter över den omgivande terrängen. Bredden vid basen är 2,1 km.
Trakten runt Syðri-Háganga är nära nog obefolkad, med mindre än två invånare per kvadratkilometer. Det finns inga samhällen i närheten. Trakten runt Syðri-Háganga består i huvudsak av gräsmarker.